# Flughafen Balakowo

i7
i11
i13
Der Flughafen Balakowo war ein öffentlicher Flughafen nahe der Stadt Balakowo in der Oblast Saratow. Der Flughafen liegt etwa 19 Kilometer südlich der Stadt Balakowo und war auf die Abfertigung von Flugzeugen wie der Iljuschin Il-76 oder Tupolew Tu-154 ausgelegt.